# 多川九左衛門
多川九左衛門（たがわ くざえもん、生没年不詳）は、江戸時代前期の武士。赤穂藩浅野氏の家臣。赤穂藩では持筒頭400石。
多川家は藩内でも有数の重臣家。赤穂浪士のうち小野寺秀和・間瀬正明・岡野包秀・中村正辰・大高忠雄などと親族の関係にある。元禄15年（1702年）11月16日に小野寺が寺井玄渓にあてた書状の中で「多川は浅野家第一の武功がある者の養子なのに卑怯極まりない者である」と罵っていることから、多川は養子であったと考えられる。
元禄14年（1701年）3月14日、主君浅野長矩（内匠頭）が吉良義央（上野介）に殿中刃傷に及んだ際には赤穂におり、同年3月29日、大石良雄が「浅野家の家臣は無骨なものばかりなので、ただ主君のことを思い、赤穂城を離れようとしません。吉良上野介様へ処分を求めるわけではありませんが、家臣が納得のいくような筋道をお立てください」というような内容の嘆願書を赤穂城収城目付と決まった荒木政羽と榊原政殊に宛ててしたためると、多川と月岡治右衛門にこれを持たせて江戸へ派遣した。
しかし、多川たちは江戸で収城目付たちと行き違いとなり、大石の「収城目付に直接手渡せ」という命令に背いて浅野家江戸家老安井彦右衛門に相談する。驚きあわてた安井は浅野長矩の親族の大名戸田氏定にその書状を見せた。戸田はすぐさま「内匠頭殿は日ごろから幕府を重んじていたのだから、穏便に開城をすることこそが内匠頭殿の存念にもかなうはずである」という内容の書状を良雄に宛てて書き、多川達に持たせて赤穂へ帰した。多川と月岡のせいで書状は荒木の目には入らなかった（なお、荒木らが赤穂に到着した後、大石の三度にわたる嘆願もあって荒木は老中への取り成しを約束している）。
その後、大石良雄の浅野家お家再興と吉良家への仇討ちの盟約に名を連ねたが、元禄15年（1702年）7月に浅野長広がお預かりとなり、お家再興の望みが消えると、大石良雄の神文返しを好機として閏8月15日付けの書状で脱盟を表明して一党から去った。その後の消息は不明である。